# En farlig senorita
En farlig senorita (engelska: The Renegade Ranger) är en amerikansk westernfilm från 1938 i regi av David Howard. I huvudrollerna ses George O'Brien, Rita Hayworth, Tim Holt och Ray Whitley.

## Rollista i urval
- George O'Brien - kapten Jack Steele
- Rita Hayworth - Judith Alvarez
- Tim Holt - Larry Corwin
- Ray Whitley - Happy
- Lucio Villegas - Don Juan Campielo
- William Royle - Ben Sanderson
- Cecilia Callejo - Toñia Campielo
- Neal Hart - sheriff Joe Rawlings
- Monte Montague - Monte
- Bob Kortman - Idaho
- Charles Stevens - Manuel
- Jim Mason - Hank
- Tom London - Red